# 王仲修
王仲修（1898年—1932年），原名王殿转，山东省泰安灵山庄人。中国共产党早期人物。

## 生平
1924年，在济南做工时搞工人运动，同年8月，加入中国共产党。1925年，王仲修、于赞之被派到泰安。与马守愚在泰安火车站发展秦少祥、孙建林为共产党员。1926年春，五人在蒿里山开会，建立了中共泰安支部，隶属中共山东地方执行委员会，马守愚担任书记，于赞之、王仲修、秦少祥任委员。之后担任泰安特支书记。1928年2月，代理泰莱中心县委书记。4月，组建津浦铁路泰安职工筹委会进行合法斗争。济南五三惨案发生后，组织抵制日货示威游行。6月，山东省政府迁泰安，济南大批人力车工人流入泰城，成立了人力车工会。当局为破坏工人运动，逮捕了该会会长袁金贵。1929年初，任中共泰安特支书记。人力车工会召集工人大会，抗议迫害。4月，转赴济南做工。1929年4月，回济南铁路复工。1932年，在济南去世（一说1933年，病逝于泰安家中）。